# Société de colonisation de Santa Catarina
La Société de colonisation de Santa Catarina (Sociedade Colonizadora Catarinense, en portugais) était une entreprise brésilienne, basée à Porto Alegre, chargée d'organiser la colonisation dans la haute-vallée du rio Itajaí. 
Au XIXe siècle, le gouvernement brésilien confiait à des entreprises privées, en contrepartie de concessions territoriales, la charge de superviser le peuplement et la mise en valeur des territoires encore inoccupés. 